# El viaje de Harold
El viaje de Harold (título original: The Unlikely Pilgrimage of Harold Fry) es una película dramática británica de 2023 dirigida por Hettie Macdonald. Está basada en la novela homónima de 2012 de Rachel Joyce. La película está protagonizada por Jim Broadbent y Penelope Wilton.
Fue estrenada en el Reino Unido el 28 de abril de 2023 por eOne. Fue la última película distribuida por Entertainment One en el Reino Unido antes de que cerrara la división del distribuidor en el Reino Unido el 20 de julio de 2023.

## Reparto
- Jim Broadbent como Harold Fry
  - Adam Jackson-Smith como el joven Harold Fry
- Penelope Wilton como Maureen Fry
  - Bethan Cullinane como la joven Maureen Fry
- Linda Bassett como Queenie Hennessy
- Joseph Mydell como Rex
- Earl Cave como David Fry
- Monika Gossman como Martina
- Maanuv Thiara como Mick
- Nina Singh como chica del garaje
- Daniel Frogson como Wilf
- Naomi Wirthner como Kate
- Claire Rushbrook como la esposa del granjero
- Ian Porter como Jim el oncólogo
- Joy Richardson como la hermana Philomena
- Sam Lee como cantante

## Producción
El proyecto fue dirigido por Hettie Macdonald, con Kate McCullough como directora de fotografía, diseño de producción de Christina Moore y diseño de vestuario de Sarah Blenkinsop. La película fue producida por Kevin Loader, Juliet Dowling y Marilyn Milgrom, y fue desarrollada con Film4 y el BFI; la financiación fue organizada por Embankment Films y proporcionada por BFI e Ingenious. Fue la mayor inversión realizada en una película nueva por el BFI en 2021.

### Casting
Broadbent se unió al proyecto para interpretar a Harold en febrero de 2021. Broadbent también había expresado previamente el audiolibro. También trabajó anteriormente con la autora del libro cuando ella trabajaba como actriz, Joyce había interpretado a Perdita para su Leontes en una producción de Cuento de invierno en el Crucible Theatre de Sheffield en 1987. Penélope Wilton se unió al proyecto en junio de 2021.

### Rodaje
El rodaje se llevó a cabo principalmente en exteriores para que coincidieran con el recorrido de Harold en la historia. El rodaje comenzó en Devon en septiembre de 2021. Los lugares de rodaje de Devon incluyeron Kingsbridge, Loddiswell, South Brent, Higher Dean, Buckfast, Exeter, Tiverton y Appledore. El rodaje también tuvo lugar en Bath, Somerset y Gloucestershire Ripley, Derbyshire, así como en la frontera entre Wakefield y Dewsbury, y Sheffield, Yorkshire.

### Banda sonora
Se lanzó una banda sonora con música y canciones originales de la película con dos canciones originales escritas e interpretadas por Sam Lee.

## Estreno
La película fue estrenada en el Reino Unido el 28 de abril de 2023 por eOne . Fue la última película distribuida por Entertainment One en el Reino Unido antes de que cerrara la división del distribuidor en el Reino Unido el 20 de julio de 2023.